# Hospital Dr. Miguel Pérez Carreño
El Hospital Dr. Miguel Pérez Carreño —conocido informalmente como "Hospital Pérez Carreño"— es un centro de salud público localizado en la urbanización La Yaguara, parroquia El Paraíso, del Municipio Libertador en el Distrito Capital al oeste de la ciudad de Caracas, al centro norte de Venezuela.
Fue inaugurado el 27 de enero de 1970 en el gobierno del entonces presidente de Venezuela, Rafael Caldera. Recibe su nombre en honor de Miguel Pérez Carreño, un médico, escritor, investigador y profesor universitario de Venezuela quién falleció en 1966. En el centro se realizó el primer trasplante de corazón y el primero de córnea de Venezuela.
Es un hospital universitario tipo IV, que cuenta con todos los servicios médico-quirúrgicos disponibles, tales como cirugía general, traumatología, neurocirugía, cirugía de Tórax, cirugía cardiovascular, cirugía de mano, urología, cirugía plástica, cirugía pediatra, oftalmología, hemodinamia, cardiología, pediatría, medicina interna, radiología, ginecología y obstetricia. Cuenta con más de 800 camas de hospitalización, 8 quirófanos centrales, 40 camas en la unidad de terapia intensiva. Como anexo, se encuentra el Centro Nacional de Rehabilitación Dr, Alejandro Rhode.
En el espacio se han realizado postgrados universitarios, como los ofrecidos en acuerdo con la Universidad Central de Venezuela. No debe confundirse con otros centros con nombre parecido como el Hospital Oncológico Dr. Miguel Pérez Carreño del estado Carabobo.